# Roza cu ghimpi
Roza cu ghimpi, cu subtitlul „revistă umoristică”, a apărut la Budapesta între 1876 și 1894, litografiată, inițial bilunar, apoi neregulat, publicată de Societatea studențească „Petru Maior” din Budapesta.
Primul număr al revistei „Roza cu ghimpi”, apărut în anul 1876 a avut ca redactor pe Lazăr Petrovici. În „programa” primului număr se spunea:
Cultura va salva românimea. Junimea română pătrunsă de acest adevăr necontestabil s-a decis a edita o foaie, un mijloc destul de puternic pentru a rupe ușor vălul întunecimii ce desparte pe om de câmpul cel mângâitor al adevăratei și folositoarei culturi.
Revista apărea de două ori pe lună într-un singur exemplar scris cu mâna și publica cele mai reușite „operate” ale membrilor societății. Deși revista avea un pronunțat caracter umoristic, ea furniza și informații despre preocupările studenților din Budapesta.
Revista „Roza cu ghimpi” și-a continuat apariția până în 1894-1895, având ca redactori personalități ca: Amos Frâncu, Virgil Onițiu etc.